# Show Me the Meaning of Being Lonely
"Show Me the Meaning of Being Lonely" é o terceiro single do álbum Millennium de Backstreet Boys.
Em 2015, a música recebeu um cover da cantora sueca Anna Ternheim, lançado como quarto single do álbum For The Youngs.

## Videoclipe
O videoclipe foi dirigido por Stuart Gosling e é uma referência aos momentos difíceis da vida de cada Backstreet Boy, tem uma fotografia mais escura e foi exibido no mundo todo por 2 meses inteiros seguidos, sendo que no Brasil foram 3. Recebeu também vários prêmios. No clipe Kevin está vendo um vídeo de seu pai que faleceu em 1991, AJ está se lamentando por uma ex-namorada que morreu quando ele era adolescente dentro de um ônibus que tem o nome de Denniz Pop, produtor falecido em 2000 que trabalhou por muito tempo com a banda, Brian se vê num hospital (referência à cirurgia complicada no coração que se submeteu em 1998), Howie está num bar lamentando por sua irmã que faleceu em 1998 de Lupus, Nick está andando sozinho pela rua lamentando a morte de uma fã que estava a caminho de um dos shows da boyband e morreu atropelada.

## CD Single
Estados Unidos
1. "Show Me the Meaning of Being Lonely" - 3:54
2. "I'll Be There for You" - 3:14
3. "You Wrote the Book on Love" - 4:36

## Remixes
- "Show Me the Meaning of Being Lonely [Radio Version]"
- "Show Me the Meaning of Being Lonely [Instrumental]"
- "Show Me the Meaning of Being Lonely [Soul Solution Mixshow Edit]"
- "Show Me the Meaning of Being Lonely [Jason Nevins Crossover Remix]"

## Desempenho nas paradas
| Parada (2007)                                | Posição mais alta |
| -------------------------------------------- | ----------------- |
| Australia ARIA Singles Chart                 | 3                 |
| Alemanha Singles Chart                       | 3                 |
| Japão Singles Chart                          | 3                 |
| Suécia Singles Chart                         | 2                 |
| Itália Singles Chart                         | 2                 |
| UK Singles Chart                             | 2                 |
| United World Chart                           | 1                 |
| U.S. Billboard Hot Adult Top 40 Tracks       | 1                 |
| U.S. Billboard Hot Adult Contemporary Tracks | 1                 |
| U.S. Billboard Pop 100                       | 1                 |
| U.S. Billboard Hot 100                       | 1                 |
| U.S. Billboard Canadian Hot 100              | 1                 |